# Edmund Bruggmann
Edmund Bruggmann detto Edy (Flums, 15 aprile 1943 – Walenstadt, 9 giugno 2014) è stato uno sciatore alpino svizzero, portabandiera della Svizzera durante la cerimonia di apertura degli XI Giochi olimpici invernali di Sapporo 1972.

## Biografia

### Carriera sciistica

#### Stagioni 1963-1966
Sciatore polivalente con maggior propensione alle prove tecniche, Bruggmann debuttò in campo internazionale in occasione dell'Internationale Adelbodner Skitage 1963, il 9 gennaio ad Adelboden in slalom gigante (19º); nel 1964 vinse lo slalom gigante di Bad Hindelang del 5 gennaio e ai successivi IX Giochi olimpici invernali di Innsbruck 1964, sua prima presenza olimpica, si classificò 19º nello slalom gigante. L'anno dopo vinse il prestigioso slalom gigante dell'Internationale Adelbodner Skitage disputato sulla Chuenisbärgli di Adelboden il 3 gennaio e quello della Coppa Vitranc di Kranjska Gora il 27 febbraio.
Nel 1966 ad Adelboden fu 3º dietro a Billy Kidd e a Willy Favre nello slalom gigante del 9-10 gennaio e fu 3º anche nella discesa libera della Lauberhorn di Wengen del 15 gennaio; ai successivi Mondiali di Portillo 1966 si classificò 18º nella discesa libera e non completò lo slalom gigante e lo slalom speciale.

#### Stagioni 1967-1971
3º nello slalom gigante del Critérium de la première neige 1966, vinto da Jean-Claude Killy il 14 dicembre a Val-d'Isère, in Coppa del Mondo esordì il 6 gennaio 1967 a Berchtesgaden, piazzandosi 9º in slalom gigante. L'anno dopo partecipò ai X Giochi olimpici invernali di Grenoble 1968, arrivando 10º nella discesa libera e 12º nello slalom gigante; in quella stagione 1967-1968 in Coppa del Mondo ottenne quattro podi, il primo dei quali fu anche la sua prima vittoria (il 4 gennaio a Bad Hindelang in slalom gigante) e si piazzò al 6º posto nella classifica generale e al 2º in quella di slalom gigante, vinte entrambe da Killy rispettivamente con 120 e 15 punti di vantaggio su Bruggmann.
Ai Mondiali di Val Gardena 1970 fu 12º nella discesa libera, 14º nello slalom gigante, 16º nello slalom speciale e 5º nella combinata, mentre successiva stagione 1970-1971 in Coppa del Mondo, dopo aver ottenuto quattro podi con una vittoria (il 5 gennaio nello slalom gigante della Loipl di Berchtesgaden), si piazzò 6º nella classifica generale e 3º in quella di slalom gigante.

#### Stagioni 1972-1974
Venne convocato per partecipare agli XI Giochi olimpici invernali di Sapporo 1972, sua ultima presenza olimpica, dove dopo essere stato portabandiera della Svizzera durante la cerimonia di apertura si aggiudicò la medaglia d'argento nello slalom gigante, valida anche ai fini del Mondiali 1972, e si classificò 8º nello slalom speciale. In quella stagione 1971-1972 in Coppa del Mondo vinse due gare, lo slalom gigante disputato sulla Saslong della Val Gardena il 16 marzo e quello di Pra Loup del 19 marzo che fu anche il suo ultimo podio nel circuito, e, grazie anche ad altri due podi, fu 3º nella classifica generale e 2º in quella di slalom gigante, superato in quest'ultima da Gustav Thöni di 8 punti.
Ottenne l'ultimo piazzamento in Coppa del Mondo il 24 gennaio 1974, nello slalom speciale disputato a Kitzbühel e chiuso da Bruggmann al 7º posto; ai successivi Mondiali di Sankt Moritz 1974, sua ultima presenza iridata, non completò lo slalom gigante e si ritirò al termine di quella stessa stagione 1973-1974: la sua ultima gara in carriera fu lo slalom gigante di Coppa del Mondo disputato a Voss il 2 marzo, non completato da Bruggmann.

### Altre attività
Dopo il ritiro dall'attività agonistica gestì un albergo nella stazione sciistica di Flumserberg; morì nel 2014 all'età di 71 anni a seguito di una leucemia.

## Palmarès

### Olimpiadi
- 1 medaglia, valida anche ai fini dei Mondiali:
  - 1 argento (slalom gigante a Sapporo 1972)

### Coppa del Mondo
- Miglior piazzamento in classifica generale: 3º nel 1972
- 14 podi (1 in discesa libera, 9 in slalom gigante, 4 in slalom speciale):
  - 5 vittorie
  - 5 secondi posti
  - 4 terzi posti

#### Coppa del Mondo - vittorie
| Data             | Località      | Paese          | Specialità |
| ---------------- | ------------- | -------------- | ---------- |
| 4 gennaio 1968   | Bad Hindelang | Germania Ovest | GS         |
| 17 febbraio 1969 | Kranjska Gora | Jugoslavia     | SL         |
| 5 gennaio 1971   | Berchtesgaden | Germania Ovest | GS         |
| 16 marzo 1972    | Val Gardena   | Italia         | GS         |
| 19 marzo 1972    | Pra Loup      | Francia        | GS         |

Legenda:

GS = slalom gigante

SL = slalom speciale

### Campionati svizzeri
- 13 medaglie (dati parziali):
  - 7 ori (slalom gigante, combinata nel 1965[14]; slalom gigante, slalom speciale, combinata nel 1966[15]; slalom speciale nel 1970[16]; slalom speciale nel 1972)[senza fonte]
  - 4 argenti (dati parziali: discesa libera nel 1965[14]; slalom gigante, slalom speciale, combinata nel 1969[17])
  - 2 bronzi (dati parziali: slalom speciale nel 1965[14]; slalom gigante nel 1968[18])